# Quentin Tarantino
Quentin Jerome Tarantino (født 27. marts 1963 i Knoxville, Tennessee, USA) er en amerikansk filminstruktør, manuskriptforfatter og skuespiller, der hurtigt steg til berømmelse i starten af 1990'erne som en fortæller, der bragte nyt liv til de mest kendte amerikanske arketyper.

## Karriere
Tarantino fik foden indenfor i branchen, da han i 1990 solgte sit manuskript True Romance, skrevet sammen med vennen Roger Avary. Manuskriptet blev til en film i 1993, instrueret af Tarantinos idol Tony Scott med Patricia Arquette og Christian Slater i hovedrollerne. Han skrev også det oprindelige manuskript til Natural Born Killers, der dog blev ændret en del af instruktør Oliver Stone, før optagelserne var færdige.
Efter denne første succes skrev og instruerede han Håndlangerne (original titel Reservoir Dogs) (1992), der fik premiere på Sundance-festivalen i 1991 og blev et stort kulthit. Herefter var turen kommet til Tarantinos absolutte hovedværk[kilde mangler] Pulp Fiction (1994), der vandt Den Gyldne Palme ved filmfestivalen i Cannes, blev nomineret til 7 Oscars og vandt en Oscar for bedste originale manuskript.
I 1997 kom filmen Jackie Brown, der bygger på en roman af Elmore Leonard. Filmen er en hyldest til 70'ernes blaxploitationfilm.
I 2003 kom den kung fu/spagehettiwestern/japansk kampsportsinspirerede Kill Bill Volume One og seks måneder senere i 2004 kom anden halvdel Kill Bill Volume Two.
I 2009 udkom Inglourious Basterds, der foregår under 2. verdenskrig. Tarantino fik ideen tilbage i 1990'erne og overvejede i perioder at lave det som en miniserie, men endte ultimativt med en film, som han selv kalder sit mesterværk.
I 2013 udkom Django Unchained. En film som gav Tarantino hans anden Oscar for bedste originale manuskript; denne gang var hele manuskriptet skrevet af ham alene. Jamie Foxx endte i hovedrollen som Django trods snak om både Will Smith og Michael K. Williams som eventuelle valg til rollen. Ud over dette medvirker i filmen både Leonardo DiCaprio i sin første birolle siden 1990'erne og Christoph Waltz, som blev verdenskendt i Inglourious Basterds.
Tarantino har flere gange udtalt, at han kun kommer til at lave 10 film i løbet af sin karriere.[kilde mangler] Han har hertil efter sin niende film Once Upon a time in Hollywood (2019) udtalt, at denne film muligvis bliver hans sidste, da han ifølge ham selv skal nå at trække sig tilbage inden han fylder 60 år.[kilde mangler] Han har hertil også udtalt, at han efter at fylde 60 vil bruge tiden på at skrive romaner og teater. Han har endda overvejet at lave The Hateful Eight som teaterstykke.

## Filmografi

### Instruktion og manuskript
- My Best Friend's Birthday (1987)
- Reservoir Dogs (1992)
- Pulp Fiction (1994)
- Jackie Brown (1997)
- Kill Bill (Vol. 1 2003, Vol. 2 2004)
- Death Proof (2007)
- Inglourious Basterds (2009)
- Django Unchained (2013)
- The Hateful Eight (2015)
- Once Upon a time in Hollywood (2019)

### Gæsteinstruktion
- Four Rooms (segment "The Man from Hollywood") (1995)
- Sin City (2005)

### Manuskript
- Reservoir Dogs (1992)
- True Romance (1993)
- Natural Born Killers (1994)
- From Dusk Till Dawn (1996)

### Skuespiller
- My Best Friend's Birthday (1987) Clarence Pool
- Håndlangerne (1992) Mr. Brown
- Pulp Fiction (1994) Jimmie Dimmick
- Sleep With Me (1994) Syd
- Destiny Turns On the Radio (1995) Johnny Destiny
- Four Rooms (segment "The Man from Hollywood") Chester
- Desperado (1995) Pick-up Guy
- From Dusk Till Dawn (1996) Richard Gecko
- Girl 6 (1996) Q.T
- Little Nicky (2000) Deacon
- Alias (tv-serie) (2001) McKenas Cole
- Death Proof (2007) Warren
- Planet Terror (2007) Voldtægtsmand #1
- Inglourious Basterds (2009) Første Skalperet Nazist
- Django Unchained (2013) Arbejder for The LeQuint Dickey Mining Co.
- She's Funny That Way (2014) Quentin Tarantino
- The Hateful Eight (2015) Fortæller

### Executive producer
- Killing Zoe (1994)
- Four Rooms (1995)
- From Dusk Till Dawn (1996)
- Curdled (1996)
- God Said, 'Ha!' (1998)
- Hostel (2005)